# Розподіл Флорі–Шульца
Розподіл Флорі–Шульца (англ. Flory–Schulz distribution) — це дискретний розподіл ймовірностей, названий на честь Пауля Флорі та Гюнтера Віктора Шульца, який описує відносні співвідношення полімерів різної довжини, що виникають в ідеальному процесі полімеризації поетапного росту. Ймовірнісна функція (pmf) масової частки ланцюгів довжини {\displaystyle k} записується формулою:
{\displaystyle w_{a}(k)=a^{2}k(1-a)^{k-1}}.
У цьому рівнянні k — кількість мономерів у ланцюзі, а 0<a<1 — емпірично визначена константа, пов’язана з часткою непрореагованого залишкового мономеру.
Форма цього розподілу означає, що більш короткі полімери мають перевагу над довшими - довжина ланцюга геометрично розподілена. Окрім процесів полімеризації, цей розподіл також повʼязаний з процесом Фішера–Тропша, який концептуально подібний, позаяк легші вуглеводні перетворюються на більш важкі вуглеводні, які корисні як рідке паливо.
Ймовірнісна функція цього розподілу є розв’язком наступного рівняння:

Масова частка за розподілом Флорі–Шульца

{\displaystyle \left\{{\begin{array}{l}(a-1)(k+1)w_{a}(k)+kw_{a}(k+1)=0,\\[10pt]w_{a}(0)=0,w_{a}(1)=a^{2}\end{array}}\right\}}